# 方斯金 (加利福尼亞州)
方斯金（英語：Fawnskin）是位於美國加利福尼亞州聖貝納迪諾縣的一個非建制地區。該地的面積和人口皆未知。

## 地理
方斯金的座標為34°16′03″N 116°56′50″W / 34.26750°N 116.94722°W，而該地的平均海拔高度為2081米（即6827英尺）。